# Dumas le magnifique

Dumas le magnifique est une pièce de théâtre d'Alain Decaux dont la création a eu lieu le 1er mars 1971 au Théâtre du Palais Royal à Paris.

## Distribution
- Mise en scène : Julien Bertheau
- Assistanat à la mise en scène : Dominique Deschamps
- Scénographie : André Levasseur
- Personnages et interprètes :
  - Maître Lefevre : René Alie
  - Aramis : Jean-Pierre Andréani
  - Baron Taylor, Colonel d'Hervey, Orsini : Maurice Audran
  - Alexandre Dumas père : Jean-Pierre Bernard
  - Adolphe de Leuvon, un valet, jeune rôle : Jean-Marie Bernicat
  - Adèle : Régine Blaess
  - Alexandre Dumas fils : Jacques Buron
  - Athos : Jean-François Calvé
  - Un quidam, le lecteur, Beauvoir : Jacques Ciron
  - Animateur : Alain Decaux
  - Joseph : Philippe Dehesdin
  - Antony : Robert Etcheverry
  - Milady, Ida : Christine Fabrega
  - Marguerite de Bourgogne : Renée Faure
  - Un valet, jeune homme, un autre valet : Joël Felzine
  - Une bonne, la bonne dans Antony : Jacqueline Fynnaert
  - Animateur : Bernard Gavoty
  - Monté Cristo : Pierre Hatet
  - Duc de Guise : Guy Kerner
  - Général Foy, Déviolaine : Daniel Lecourtois
  - Arthur : Gil de Lesparda
  - Talma, Gozlan : Pierre Massimi
  - Porthos : Paul Mercey
  - Duchesse de Guise : Nicole Merouze
  - L'hote, l'auteur, bibliothécaire : Max Montavon
  - d'Artagnan : Dominique Paturel
  - Buridan : William Sabatier
  - André Thorent
  - Abbé Faria : Robert Vattier